# Нюрнберг, Михаил Владимирович
Михаил Владимирович Нюрнберг (21 мая/3 июня 1911, Петербург — не ранее 1974) — советский музыковед. Автор обработок и переложений для фортепиано, составитель сборников пьес и т. д.
В 1938 году окончил историко-теоретический (теоретико-композиторский) факультет Ленинградской консерватории. В 1938—1940, 1942 и 1948 гг. был редактором Ленинградского отделения Музгиза.

## Сочинения (неполный список)
Книги
- Симфонический оркестр и его инструменты : Краткий очерк. М.—Л.: Музгиз, 1950.
- Нотная графика : Графическое оформление нотного текста. Л.: Музгиз, 1953.
- Вольфганг-Амадей Моцарт. 1756—1791 : Краткий очерк жизни и творчества. Л.: Музгиз, 1957.
- Василий Сергеевич Калинников. 1866—1901 : Краткий очерк жизни и творчества: Книжка для юношества. М.—Л.: «Искусство», 1964.
- Джузеппе Верди. 1813—1901 : Краткий очерк жизни и творчества. Л.: Музыка, 1966, 2-е изд. 1968.

Переложения
- И. О. Дунаевский. Увертюра к фильму «Дети капитана Гранта» : Переложение для фортепьяно в 4 руки [М. Нюрнберга, 1953]. Л.: Гос. муз. изд-во, 1954.
- М. И. Глинка. Вокальный квартет «Sognachi crede d’esser felice» с сопровождением струнного : Переложение для фп. в 2 руки. — Л.: Гос. муз. изд-во, 1955.
- И. Кальман. Страницы из оперетт: Переложение для фортепьяно в 2 руки. Редактор-составитель М. Нюрнберг. Л.: Гос. муз. изд-во, 1958.
- И. О. Дунаевский. Страницы из оперетт: Переложение для фортепьяно в 2 руки. Редактор-составитель М. Нюрнберг. Л.: Гос. муз. изд-во, 1962.